# Georg Wrazidlo
Georg Wrazidlo (* 3. Juni 1917 in Gleiwitz; † 2. oder 3. August 1959 in Berlin-Charlottenburg) war ein deutscher Arzt und Opfer des Nationalsozialismus und des Stalinismus.

## Leben
Georg Wrazidlo wurde im damaligen Oberschlesien als Sohn eines Maschinenstellers geboren. Er hatte zwei ältere Schwestern und einen Bruder. Sein Vater betätigte sich als katholischer Arbeiterführer und Wrazidlo wurde christlich erzogen. Nach dem Besuch der katholischen Volksschule in Gleiwitz besuchte er ab 1930 als Internatsschüler das humanistische Gymnasium von Heiligkreuz in Neiße, das von den Steyler Missionaren als Missionskolleg mit Priesterausbildung betrieben wurde. 1937 erhielt er das Reifezeugnis und wurde danach zum Reichsarbeitsdienst einberufen, den er in Echem ableisten musste. Direkt im Anschluss wurde er zum Infanterie-Regiment 84 in Gleiwitz zur Wehrmacht einberufen. Als Unteroffizier nahm er am Überfall auf Polen teil. Im Mai 1940 wurde er zur Infanterieschule Döberitz abkommandiert. Danach wurde er im Oktober 1940 zum Feldwebel und zum Leutnant der Reserve befördert, bevor er kurz vor Beginn des Überfalls auf die Sowjetunion wieder an die Ostfront kommandiert wurde. Ab April 1942 studierte er als Angehöriger der 4. Studentenkompanie an der Universität Breslau Medizin. Dort bestand er 1943 das Vorphysikum und 1944 das Physikum.

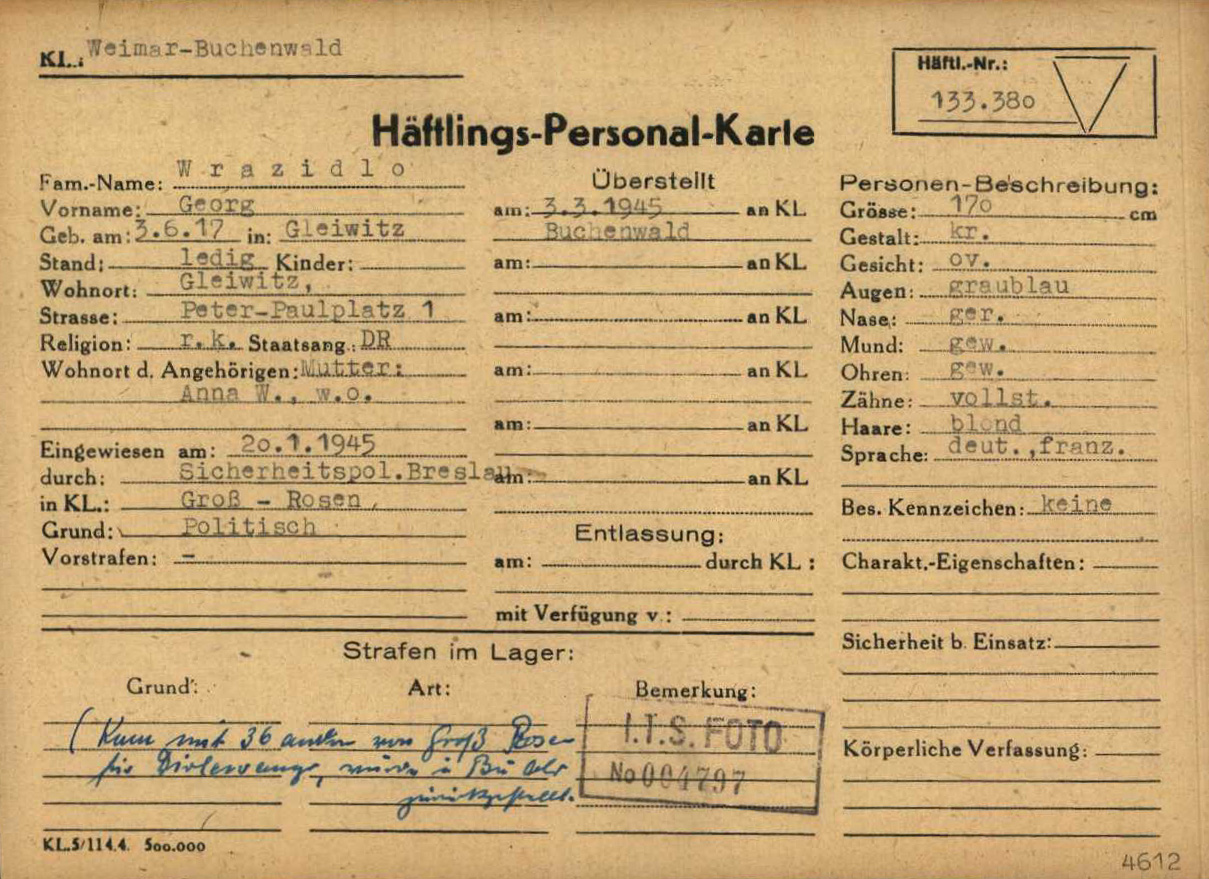
Registrierungskarte von Georg Wrazidlo als Gefangener im nationalsozialistischen Konzentrationslager Buchenwald

In Breslau traf Wrazidlo ehemalige Mitschüler aus dem Missionskolleg, die wie er selbst aus religiösen Gründen Gegner des Nationalsozialismus waren. Die Gruppe, welche sich unter seiner Führung bildete, versuchte durch verschiedene Aktionen ihre Mitglieder vor einem erneuten Fronteinsatz zu bewahren. Nachdem die Gestapo von den Aktivitäten der Gruppe erfahren hatte, wurden sämtliche Mitglieder und Mitwisser wegen „Wehrkraftzersetzung“ verhaftet. Am 4. November 1944 wurde Wrazidlo ins Polizeigefängnis Breslau eingeliefert. Dort blieb er bis zum 20. Januar 1945; danach wurde er ohne Gerichtsverfahren und Urteil als Schutzhäftling ins KZ Groß-Rosen eingeliefert. Mit anderen Mitgliedern der Gruppe wurde er am 3. März ins KZ Buchenwald verlegt. Ab dem 20. April musste er dann jedoch als Kompaniechef einer so genannten Bewährungseinheit im Böhmerwald in der Nähe von Passau am Krieg teilnehmen. Dort stellte er sich fünf Tage vor der deutschen Kapitulation mit anderen Mitgliedern seiner Gruppe amerikanischen Soldaten. Diese entließen ihn wegen seiner vorherigen KZ-Haft nach 14 Tagen aus der Kriegsgefangenschaft.
Er versuchte, seine Angehörigen in Gleiwitz wiederzufinden. Dort erfuhr er, dass seine Mutter und seine Schwester im Januar 1945 beim Einmarsch der Roten Armee im Ort von sowjetischen Soldaten erschossen worden waren. Sein Vater war schon Mitte der 1930er Jahre verstorben und sein Bruder galt seit Sommer 1944 als vermisst, so dass nur er und seine zweite Schwester den Krieg überlebt hatten. Bis zu seinem Tod hatte er mit dieser ein gutes Verhältnis in geschwisterlicher Verbundenheit.
Von Gleiwitz ging er nach Breslau, wo er ab Juli 1945 als Hilfsarzt in der chirurgischen Abteilung in einem von Steyler Missionsschwestern geführten Krankenhaus tätig war. Nach Verhören durch die polnische politische Polizei verließ er Breslau und setzte ab Ende Oktober 1945 sein Medizinstudium im 8. Semester in Berlin an der Universität Berlin fort. Wohnhaft war er zu der Zeit in Reinickendorf.
Wegen seiner Erfahrungen in der NS-Diktatur und aufgrund seiner christlich-humanistischen Herkunft trat er sofort nach seiner Ankunft in Berlin dem Ring Christlich-Demokratischer Studenten und der Jungen Union bei. Er war Mitbegründer der überparteilichen „Studentischen Arbeitsgemeinschaft“ mit Mitgliedern aller damals zugelassenen Parteien, die von der Sowjetischen Militäradministration (SMAD) als vorläufige Studentenvertretung anerkannt wurde. In dieser wurde er zum Leiter bestimmt und legte in dieser Funktion bei der Wiedereröffnung der Universität am 26. Januar 1946 das „Gelöbnis der Studenten“ ab, in dem es hieß

„Jahre großen Leidens und schwerer Schuld unseres Volkes liegen hinter uns. Jetzt endlich können wir uns erheben in rechter Freiheit auch zu wissenschaftlicher Arbeit zum Nutzen und Segen für unser Volk und die Menschheit. Wir Studenten, die wir in dieser Notzeit studieren dürfen, werden mit unserer ganzen Kraft darum ringen, dass die Wissenschaft nie wieder zum Werkzeug politischer Verbrecher erniedrigt wird. Die Zukunft wird unsere Zukunft sein. Sie zu gestalten, wollen wir mithelfen und wollen zu festen Stützen des neuen demokratischen Deutschland werden.“

Die dort vorgetragenen Wünsche und Hoffnungen gingen für viele nicht in Erfüllung. In der Folgezeit nahm die einseitige kommunistische Ideologisierung immer mehr zu. Gemeinsam mit ungefähr dreißig anderen Mitgliedern der Studentischen Arbeitsgemeinschaft und einigen anderen Studenten, die nachweislich alle Opfer des Faschismus oder aktive „Anti-Faschisten“ waren, protestierte er am 5. Mai 1946 gegen das Hissen von Fahnen und Transparenten der SED in der Universität. In der Protesterklärung wurde erklärt, dass die Universität der Wissenschaft und Bildung dienen solle und keine Parteiorganisation sei. Wrazidlo wurde danach umgehend vom Vorsitz der Studentischen Arbeitsgemeinschaft enthoben. Als Vertreter der Medizinischen Fakultät in dieser setzte er sich weiter für nicht ganz systemkonforme Mitstudenten ein und gab auch weiter kritische Stellungnahmen zur zunehmenden Sowjetisierung im Universitätsleben ab. Die SMAD ließ ihn weiterhin beobachten und wollte ihn ausschalten. Insbesondere sein enger Kontakt zu einer Gruppe um den amerikanischen Hochschuloffizier wurde mit Argwohn betrachtet.
Am 13. März 1947 wurde Georg Wrazidlo, nachdem er vom 7. bis 10. März als Vertreter der Berliner Hochschulgruppe an einem gesamtdeutschen Treffen des RCDS in Marburg teilgenommen hatte, von einem Spitzel ins Café Kranzler Unter den Linden in den sowjetischen Sektor Berlins gelockt und dort von der deutschen Polizei verhaftet. Nach 14 Tagen Verhör wurde er der zentralen NKWD-Stelle in Potsdam übergeben und von dort zum NKWD-Speziallager Nr. 3 nach Hohenschönhausen gebracht. Trotz strengster Verhöre verriet er keine Namen von Helfern.
Am 12. Dezember 1948 wurde Georg Wrazidlo wegen angeblicher Spionage und antisowjetischer Bestrebungen vom sowjetischen Militärtribunal zu 25 Jahren Zwangsarbeit verurteilt. Inhaftiert war er danach im Gefängnis Bautzen, welches damals noch unter sowjetischer Aufsicht stand. Nach einem Häftlingsaufstand in Bautzen am 31. März, bei welchem er ärztlichen Beistand geleistet hatte, wurde er im Juli 1950 ins Zuchthaus Brandenburg Görden verlegt. Dort war er, wie schon vorher in Bautzen, als Hilfsarzt in der chirurgischen und später in der inneren Abteilung des Gefängniskrankenhauses tätig. Später wurde ihm bescheinigt, dass durch seine aufopferungsvolle Tätigkeit, oft über 14 Stunden am Tag, viele Gefangene ihm ihre Gesundheit und ihr Leben verdankten. Seine christliche Glaubenshaltung und seine ärztliche Tätigkeit halfen ihm, die schwere Gefängniszeit zu ertragen und zu überstehen.
Am 15. Oktober 1956 wurde er aufgrund eines „Gnadenerlasses“ des Staatspräsidenten Wilhelm Pieck zur bedingten Strafaussetzung mit einer zweijährigen Bewährungsfrist aus der Haftanstalt entlassen. Nach fast zehnjähriger Haft ging er nach West-Berlin, wo er an der Freien Universität Berlin sein Medizinstudium fortsetzte, welches er 1958 mit dem Staatsexamen abschloss. Seine Pflichtzeit als Assistenzarzt absolvierte er am kirchlichen St. Hildegard Krankenhaus in Charlottenburg, das damals von Steyler Missionsschwestern geleitet wurde.
Für seine Verdienste während der Zeit als Hilfsarzt im Gefängnis erhielt er am 28. März 1958 das Bundesverdienstkreuz 1. Klasse.
In der Nacht vom 2. auf den 3. August verstarb er durch einen Verkehrsunfall in Berlin-Charlottenburg. Die genauen Umstände dieses Unfalls konnten nie aufgeklärt werden.
Georg Wrazidlo wurde, unabhängig vom Antrag seiner Schwester auf Rehabilitation aus dem Jahr 1995, mit Datum vom 30. September 1994 durch die Generalstaatsanwaltschaft der Russischen Föderation rehabilitiert.